# Harry Kent
Harry Dale Kent (Upper Hutt, Regió de Wellington, 11 de març de 1947 – 24 d'agost de 2021) va ser un ciclista de Nova Zelanda, especialista en pista. Va participar en els Jocs Olimpics de 1972.

## Palmarès
- 1970
  - Medalla d'or als Jocs de la Commonwealth en Quilòmetre contrarellotge